# Плешивцев, Иван Антонович
Ива́н Анто́нович Плеши́вцев (2 апреля 1931, Плешивцево, Самарский район — 28 июля 2010, Челябинск) — гармонист, исполнитель русских народных песен и композитор.

## Биография
Родился 2 апреля 1931 года в селе Плешивцево (Самарский район Самарской области), в каждом из 145 дворов которого жили Плешивцевы. Ивану не исполнилось ещё и года, когда его семью раскулачили и выслали в Казахстан, где в посёлке Кушмурун прошло детство Ивана. В 1933 году, в одном из конфликтов с местным населением, погибает отец Ивана.
С 10 лет играл на балалайке. В 1942 году (во время Великой Отечественной войны) на руках 11-летнего Ивана умирает его мать и он остаётся круглым сиротой. С 13 лет работал в колхозе. С 17 — осваивает игру на гармони.
С 16 лет работал на железнодорожном транспорте смазчиком букс, осмотрщиком вагонов и слесарем. В 18 лет окончил курсы поездного мастера в городе Акмолинске (Астана) и после работал по этой специальности.
В период 1951—54 годы проходил службу в армии, после которой трудился на шахте и хозяйственных работах.
С 1980 года проживал в г. Кыштым Челябинской области.
После выступления на радио в 1988 году с песнями «Ой, калина», «Ромашка белая», «Не ходи ты за мною» обрёл известность как исполнитель песен на гармони. В 1989 выступил с первыми сольными концертами в челябинском Дворце спорта «Юность». Давал концерты на Южном Урале, по Челябинской области в местных Домах культуры, на радио, участвовал в телепередаче «Никто тебя не любит так, как я» Челябинской ГТРК «Южный Урал». Всероссийскую популярность артисту принесло участие в 1992 и 1996 годах в телепередаче «Играй, гармонь любимая!». Участник множества российских и областных конкурсов, фестивалей гармонистов и русских народных песен. Гастролировал в России, на Украине, Казахстане, Канаде, Эстонии.
С 1993 года проживал в Челябинске.
27 июля 2010 года, во вторник вечером, был доставлен с сердечным приступом в челябинскую больницу скорой помощи № 3. В ночь с 27 на 28 июля Иван Плешивцев ушёл из жизни. Похоронен 31 июля на челябинском Преображенском кладбище.

### Семья
Жена — Нина Петровна Плешивцева.

## Творчество
Некоторые песни:
- Ромашка белая написана песня ныне покойным митрополитом Владимиром
- Подружки
- Твоя ива у обрыва
- Приглашаю, мой друг, на Урал!
- Давай, пожмём друг другу руки!
- Решёточка
- Поставьте памятник деревне
- Ой, калина!

### Дискография
- 1992 — Ой, калина (15 песен на грампластинке-гиганте, издатель: АО «Русский диск», Москва)

## Награды
Заслуженный работник культуры Российской Федерации (1999).

## Публикации
- О. В. Кульдяев. Плешивцев Иван Антонович. Энциклопедия «Челябинск». Дата обращения: 26 мая 2012.
- Эльдар Гизатуллин. Иван Плешивцев и его ласточка. Газета «Аргументы и факты-Челябинск» (28 апреля 2009). Дата обращения: 26 мая 2012. Архивировано 22 сентября 2012 года.
- Эльдар Гизатуллин. Умолкнувшая гармонь. Газета «Аргументы и факты-Челябинск» № 31 (4 августа 2010). Дата обращения: 26 мая 2012.
- Наталья Фёдорова, Марина Эргард. Звезда Плешивцева не меркнет. Информационный портал сети газет «Метро74» (27 февраля 2009). Дата обращения: 26 мая 2012. Архивировано 22 сентября 2012 года.
- Илья Московец. С «ласточкой» по жизни. Газета «Магнитогорский металл» № 31 (12 марта 2010). Дата обращения: 26 мая 2012.
- Лидия Садчикова. Я для вас пою. интернет-проект «mediaзавод» (8 октября 2010). Дата обращения: 26 мая 2012. Архивировано из оригинала 22 сентября 2012 года.

## Видеорепортажи
- Елена Пилипенко. На 80 году жизни скончался гармонист Иван Плешивцев. Челябинская ГТРК «Южный Урал» (телеканал Россия-К) (29 июля 2010). Дата обращения: 26 мая 2012. Архивировано из оригинала 17 апреля 2013 года.